# The Courtship of Myles Standish
The Courtship of Myles Standish er en amerikansk stumfilm fra 1923 af Frederic Sullivan.

## Medvirkende
- Charles Ray som John Alden
- Enid Bennett as Priscilla Mullens
- E. Alyn Warren som Myles Standish
- Joseph Dowling som Elder Brewster
- Sam De Grasse som John Carver
- Norval MacGregor som William Bradford